# Rutland (Massachusetts)
Rutland es un pueblo ubicado en el condado de Worcester en el estado estadounidense de Massachusetts. En el Censo de 2010 tenía una población de 7.973 habitantes y una densidad poblacional de 84,92 personas por km².

## Geografía
Rutland se encuentra ubicado en las coordenadas 42°23′20″N 71°58′14″O / 42.38889, -71.97056. Según la Oficina del Censo de los Estados Unidos, Rutland tiene una superficie total de 93.89 km², de la cual 90.92 km² corresponden a tierra firme y (3.17%) 2.97 km² es agua.

## Demografía
Según el censo de 2010, había 7.973 personas residiendo en Rutland. La densidad de población era de 84,92 hab./km². De los 7.973 habitantes, Rutland estaba compuesto por el 95.64% blancos, el 1.15% eran afroamericanos, el 0.08% eran amerindios, el 1.58% eran asiáticos, el 0.01% eran isleños del Pacífico, el 0.44% eran de otras razas y el 1.1% pertenecían a dos o más razas. Del total de la población el 1.83% eran hispanos o latinos de cualquier raza.